# نينشوبور

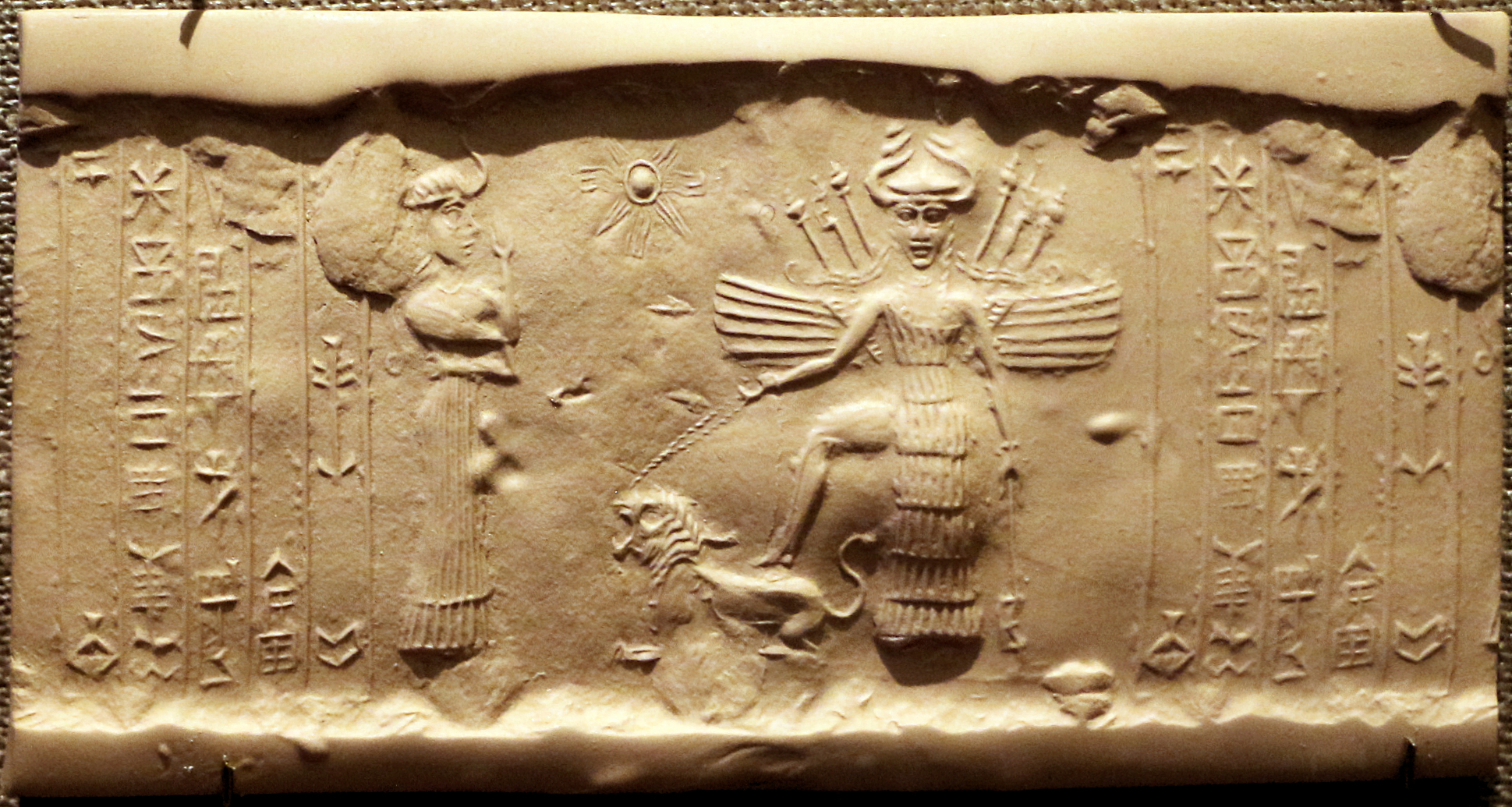
ختم إسطواني أكادي قديم يصور إنانا تضع قدمها على ظهر أسد بينما تقف نينشوبور أمام سعادتها، ج. 2334-2154 ق.م.

نينشوبور (والمعروفة كذلك بـ نينشوبار، نينكوبورا أو نينسوبور) كانت سوكال أو الثانية في القيادة للإلهة إنانا في الأساطير السومرية. أسمها يعني «ملكة الشرق» في السومرية القديمة. مثل الكثير من ايريس أو هيرميز في الأساطير اليونانية في وقت لاحق، خدمت نينشوبور بمثابة رسول للآلهة الأخرى.
رافقت نينشوبور إنانا كخادمة وصديقة طوال إنجازات إنانا المتعددة. ولقد ساعدت إنانا على محاربة شياطين إنكي بعد سرقة إنانا للـميس. وفي وقت لاحق، عندما حوصرت إنانا في العالم السفلي، كانت نينشوبور تيتوسل إلى إنكي لإطلاق سراح سيدتها.

## الجنس
في الأساطير الأكادية اللاحقة، كانت نينشوبور متوافقة مع رسول الآلهة الذكر بابسوكال. في المصادر القديمة، عادة ما يشار إلى نينشوبور نفسها كإله ذكر أيضاً؛ وقد أعترفت مصادر أكثر حداثة هذا التصوير بأنه خطأ. جنس سوكال دائمًاً ما يتطابق مع جنس الإله الذي يخدمه. وهكذا، فإن سوكال إنكي إزمير ذكور، لكن نينشوبور أنثى. في جانبها الأساسي مثل سوكال إلى إنانا، كانت نينشوبور أنثى،  ولكن عندما كانت سوكال إلى آن، كان ذكراً.

## الأيقونية

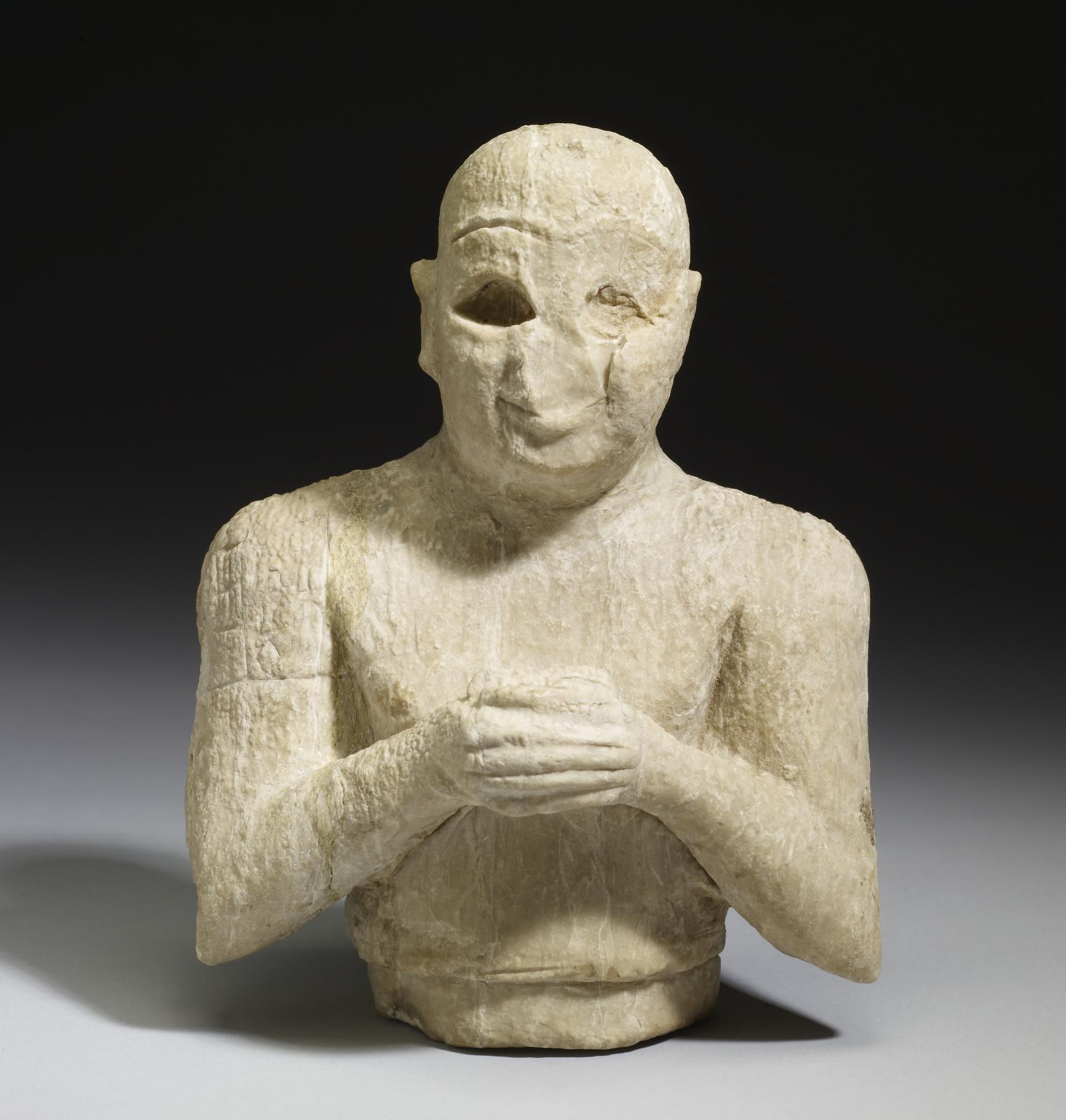
تمثال صغير من مادة الكالسيت - المرمر السومري لعابد ذكر من وقت ما بين 2500 قبل الميلاد و 2250 ق.م. يذكر النقش على ذراعه اليمنى بأنه يصلي لننشوبور.

نيننشوبور كانت مرتبطة مع كوكبة أوريون.

## الشخصية
في الأساطير السومرية، تم تصوير نينشوبور على أنها «مخلصة بشكل غير مزعج» لسيدتها. بالإضافة إلى كونها مصدراً لحكمة ومعرفة عظيمة،  كانت نينشوبور أيضاً إلهة محاربة. كانت الوصي ورسول الإله آن. وقيل إنها سارت أمام آن أينما ذهب، وهو منصب كان يقتصر عادة على الحارس الشخصي.

## الأساطير
كانت نينشوبور شخصية مهمة في الأساطير السومرية القديمة ولعبت دورًا مكملاً في العديد من الأساطير التي تضمنت سيدتها، الإلهة، إنانا.

### سرقة الميس
في الأسطورة السومرية إنانا وإنكي، توصف نينشوبور بأنها الشخص الذي ينقذ إنانا من الوحوش التي أرسلها إنكي بعدها. في هذه الأسطورة، تلعب نينشوبور دوراً مماثلاً لإسيمود، الذي يقوم بدور رسول إنكي لإنانا.

### هبوط إنانا إلى العالم السفلي
في الأسطورة السومرية لهبوط إنانا إلى العالم الآخر، توصف نينشوبور بأنها الشخص الذي يناشد جميع الآلهة في محاولة لإقناعهم بإنقاذ إنانا من العالم الآخر.